# Eunice fusicirris
Eunice fusicirris är en ringmaskart som beskrevs av Grube 1878. Eunice fusicirris ingår i släktet Eunice och familjen Eunicidae. Inga underarter finns listade i Catalogue of Life.